# Puerto Inglés
Puerto Inglés es una localidad portuaria uruguaya ubicada en el departamento de Colonia sobre el Río de la Plata.

## Demografía
Puerto Inglés contaba con 60 habitantes en 2011.
| Año  | Población |
| ---- | --------- |
| 1963 | -         |
| 1975 | 171       |
| 1985 | 75        |
| 1996 | 80        |
| 2004 | 58        |
| 2011 | 60        |